# Eleição municipal de Passos (Minas Gerais) em 2016
A eleição municipal de Passos em 2016 foi realizada para eleger um prefeito, um vice-prefeito e 11 vereadores no município de Passos, no estado brasileiro de Minas Gerais. Foram eleitos Carlos Renato Lima Reis (Partido Social Democrático) e Marcos Antonio Marques da Silva para os cargos de prefeito(a) e vice-prefeito(a), respectivamente. Seguindo a Constituição, os candidatos são eleitos para um mandato de quatro anos a se iniciar em 1º de janeiro de 2017. A decisão para os cargos da administração municipal, segundo o Tribunal Superior Eleitoral, contou com 79 669 eleitores aptos e 15 475 abstenções, de forma que 19.42% do eleitorado não compareceu às urnas naquele turno. 

## Resultados

### Eleição municipal de Passos em 2016 para Prefeito
A eleição para prefeito contou com 3 candidatos em 2016: Carlos Renato Lima Reis do Partido Social Democrático (2011), Fabio Pimenta Esper Kallas do Movimento Democrático Brasileiro (1980), Cenira de Fatima Gomes Macedo do Partido Liberal (2006) que obtiveram, respectivamente, 26 148, 24 523, 5 593 votos. O Tribunal Superior Eleitoral também contabilizou 19.42% de abstenções nesse turno.
| Candidato(a)                       | Vice                            | Coligação         | Votos recebidos | Percentual |
| ---------------------------------- | ------------------------------- | ----------------- | --------------- | ---------- |
| Carlos Renato Lima Reis (PSD)      | Marcos Antonio Marques da Silva | Levanta Passos    | 26148           | 46.47%     |
| Fabio Pimenta Esper Kallas (MDB)   | Gilberto Kirchner Mattar        | Mudança pra Valer | 24523           | 43.59%     |
| Cenira de Fatima Gomes Macedo (PR) | Jose Carlos Lemos               | Passos no Coração | 5593            | 9.94%      |

### Eleição municipal de Passos em 2016 para Vereador
Na decisão para o cargo de vereador na eleição municipal de 2016, foram eleitos 11 vereadores com um total de 57 109 votos válidos. O Tribunal Superior Eleitoral contabilizou 3 564 votos em branco e 3 521 votos nulos. De um total de 79 669 eleitores aptos, 15 475 (19.42%) não compareceram às urnas.
| Nome                              | Partido político                       | Coligação                 | Votos recebidos | Percentual |
| --------------------------------- | -------------------------------------- | ------------------------- | --------------- | ---------- |
| João Benedito Serapião            | Partido da República (PR)              | Em Defesa do Povo         | 2711            | 4.75%      |
| Rodrigo Moraes Soares Maia        | Progressistas (PP)                     | Solidariedade e Progresso | 1794            | 3.14%      |
| Isabel Aparecida Ribeiro          | Progressistas (PP)                     | Solidariedade e Progresso | 1564            | 2.74%      |
| Maria Aparecida dos Reis Jerônimo | Partido dos Trabalhadores (PT)         | Somos Todos por Passos    | 1549            | 2.71%      |
| Alex de Paula Bueno               | Partido Social Democrático (PSD)       | Por uma Passos Diferente  | 1535            | 2.69%      |
| Aline Gomes Macedo                | Partido da República (PR)              | Em Defesa do Povo         | 1516            | 2.65%      |
| Erivelton Lemos Sant Ana          | Partido Social Democrático (PSD)       | Por uma Passos Diferente  | 1347            | 2.36%      |
| Rodrigo Mendes Barreto            | Partido Social Democrático (PSD)       | Por uma Passos Diferente  | 1293            | 2.26%      |
| Raimundo Donizeti Leandro         | Partido da República (PR)              | Em Defesa do Povo         | 1244            | 2.18%      |
| Erick Freire Silveira             | Movimento Democrático Brasileiro (MDB) | Unidos por Passos         | 1106            | 1.94%      |
| Iran Parreira de Oliveira         | Movimento Democrático Brasileiro (MDB) | Unidos por Passos         | 924             | 1.62%      |